# Malacocephalus occidentalis
Malacocephalus occidentalis е вид лъчеперка от семейство Macrouridae. Видът не е застрашен от изчезване.

## Разпространение и местообитание
Разпространен е в Американски Вирджински острови, Ангола, Ангуила, Антигуа и Барбуда, Аржентина, Аруба, Барбадос, Бахамски острови, Белиз, Бенин, Бонер, Бразилия, Британски Вирджински острови, Венецуела, Габон, Гамбия, Гана, Гваделупа, Гватемала, Гвиана, Гвинея, Гвинея-Бисау, Гренада, Демократична република Конго, Доминика, Доминиканска република, Екваториална Гвинея, Западна Сахара, Кабо Верде, Кайманови острови, Камерун, Канада, Колумбия, Коста Рика, Кот д'Ивоар, Куба, Кюрасао, Либерия, Мавритания, Мароко, Мартиника, Мексико, Монсерат, Намибия, Нигерия, Никарагуа, Саба, САЩ, Свети Мартин, Сен Естатиус, Синт Мартен, Уругвай, Френска Гвиана, Хаити, Хондурас и Ямайка.
Обитава крайбрежията на морета и заливи в райони с умерен климат. Среща се на дълбочина от 106,5 до 1945 m, при температура на водата от 2,3 до 17,1 °C и соленост 33,3 – 36,2 ‰.

## Описание
На дължина достигат до 45 cm.